# دلیا گارسس
دلیا گارسس (اسپانیایی: Delia Garcés‎؛ ‏ ۱۳ اکتبر ۱۹۱۹ – ۷ نوامبر ۲۰۰۱) بازیگر اهل آرژانتین بود.
از فیلم‌ها یا برنامه‌های تلویزیونی که وی در آن نقش داشته‌است، می‌توان به خانه عروسک و شبح‌بانو اشاره کرد.
او برندهٔ جایزه فرهنگستان علوم و هنرهای سینمایی آرژانتین و انجمن منتقدان فیلم آرژانتین شد.